# I Do Not Hook Up
"I Do Not Hook Up" é uma canção da cantora norte-americana Kelly Clarkson, gravada para o seu quarto álbum de estúdio All I Ever Wanted. Foi composta por Katy Perry, Kara DioGuardi, Greg Wells, sendo que a produção ficou a cargo de Howard Benson. Perry escreveu originalmente o tema para uso próprio, mas depois da sua partida da editora discográfica Def Jam, a presente em conjunto com "Long Shot" foram entregues a Clarkson para o seu quarto trabalho de originais. A música foi enviada para as rádios norte-americanas a 14 de Abril de 2009 através da RCA Records, e mais tarde foram lançados dois extended plays na iTunes Store, como promoção do segundo single do disco. 
A nível musical, a canção demonstra uma sonoridade dance e rock composta através dos vocais, juntando acordes de guitarra, bateria, baixo e teclado. Liricamente, o tema centraliza as relações amorosas, afirmando que a existência de um amor viciado e balançado pode servir como ferramenta para recuperação. A obra recebeu críticas positivas, em que alguns analistas consideraram "uma mudança refrescante" de "I Kissed a Girl" por Perry. Em termos comerciais, obteve um desempenho mediano ao atingir a 20.ª posição da Billboard Hot 100 dos Estados Unidos e vendas digitais superiores a 700 mil. Conseguiu ainda posicionar-se nas vinte melhores faixas de países como Austrália, Canadá e Holanda. A Australian Recording Industry Association (ARIA) e Music Canada atribuíram ambas uma certificação de ouro.
O vídeo musical, dirigido por Bryan Barber, foi gravado a 25 de Março de 2009. Estreou a 21 de Abril do mesmo ano na página oficial de Kelly Clarkson, depois de ter divulgado várias previsões. A trama desenrola-se num casamento, onde a cantora está aborrecida e fica animada ao ver vários rapazes atraentes, mas no final acabam por ser ilusões fruto da imaginação da artista. A faixa recebeu várias interpretações ao vivo como parte da sua divulgação, e inclusive esteve no alinhamento das digressões mundiais All I Ever Wanted Tour e Stronger Tour, que passaram pelos continentes americanos, Ásia, Europa e Oceania. 

## Antecedentes e lançamento
Em Janeiro de 2009, o gerente da artista Tom Corson revelou que Clarkson estava "num período em que queria conquistar novamente o mundo pop". Ao jornal The Wall Street Journal, Corson afirmou que o disco teria como título Masquerade e que o single de avanço iria estrear nas rádios americanas a 19 de Janeiro. A canção foi originalmente composta pela norte-americana Katy Perry para um álbum de estúdio entre Katy Hudson e One of the Boys, mas tal facto nunca se concretizou e a cantora, em conjunto com "Long Shot", entregou-as à editora discográfica de Clarkson para serem utilizadas no seu quarto disco de originais All I Ever Wanted.
Na época de edição da faixa, Kelly revelou numa entrevista à MTV News que confiava "nos seus instintos" e que tem sempre uma última palavra "em cada aspecto do processo de gravação":
| “ | Eu não oiço as minhas músicas, mas sim a mim mesma e ao meu instinto. Nós trabalhámos muito para isto, muito duro mesmo, então é bom quando vale a pena... Não quero nunca mais fazer algo em que não me orgulhe daqui a dez ou vinte anos. | ” |

Nos Estados Unidos, a RCA enviou a obra para as rádios locais a 14 de Abril de 2009, servindo como segundo single de All I Ever Wanted. Mais tarde, foram editados dois extended plays (EP) digitais que continham a versão caraoque, remisturas, e ainda outro projecto da artista "My Life Would Suck Without You". Na Alemanha, o tema foi comercializado em CD single também, composto pela música original e o seu instrumental. A melodia recebeu várias interpretações ao vivo como parte da sua divulgação, e inclusive esteve no alinhamento das digressões mundiais All I Ever Wanted Tour e Stronger Tour, que passaram pelos continentes americanos, Ásia, Europa e Oceania. Clarkson também realizou performances em programas de televisão para promover a música, nomeadamente no Saturday Night Live durante o episódio de 14 de Março de 2009 e no Good Morning America seis dias depois.

## Estilo musical e letra
"I Do Not Hook Up" é uma canção de tempo acelerado moderado que incorpora elementos de estilo dance e rock, produzida pelo norte-americano Howard Benson. A sua gravação decorreu em 2008 nos estúdios Bay7, Sparky Dark e Sunset Sound na Califórnia. A sua composição foi construída em torno de arranjos musculosos de rock, que são acompanhados por batidas dançantes, acordes de guitarra e vocais fortes. Consiste ainda no uso de bateria por Josh Freese, baixo por Paul Bushnell e a programação musical de Benson, juntando acordes de teclado. Mike Plotnikoff e Graham Hope trataram de toda a engenharia e edição vocal. Bill Lamb do portal About.com comentou a sonoridade da melodia, considerando que Kelly "dirige um clima abertamente rock" e "o som é de certa forma vulgar, mas são os vocais de Kelly Clarkson que levam esta gravação para o próximo nível".
A letra foi escrita por Katy Perry, Kara DioGuardi e Greg Wells. De acordo com a partitura publicada pela EMI Music Publishing, a música é definida no tempo de assinatura moderadamente acelerado com um metrónomo de 144 batidas por minuto. Composta na chave de fá maior com o alcance vocal que vai desde da nota baixa de si, para a nota de alta de fá. Chuck Campbell da Boulder Daily Camera descreveu a canção como "outra enxurrada de uma quase desesperada, embora eficaz, mania rock/dance". Liricamente, a mensagem reflecte o facto de assumir uma relação lentamente para retirar vantagem dos benefícios mais positivos, além de manter vivo um relacionamento saudável e romântico. Muitos críticos consideram um hino à mulher independente e mal-humorada, enquanto outros analistas consideraram um incentivo e promoção da castidade. Jon Caramanica do The New York Times complementou que define "a queda por um amor viciante e estável como uma ferramenta para recuperação".

## Recepção pela crítica
| Críticas profissionais | Críticas profissionais |
| Avaliações da crítica  | Avaliações da crítica  |
| Fonte                  | Avaliação              |
| ---------------------- | ---------------------- |
| About.com              | [ 3 ]                  |
| Billboard              | (favorável)            |
| Digital Spy            | [ 26 ]                 |

As críticas após o lançamento da faixa foram geralmente positivas. Bill Lamb do portal About.com atribuiu quatro de cinco estrelas máximas na sua avaliação, afirmando que na totalidade "não decepciona". Lamb também complementou que "não existe uma questão séria sobre relacionamentos na letra, Kelly Clarkson prova que sabe o seu caminho em torno de uma canção de rock melódico, e vai dar por si a cantar em conjunto", e que a música era "outra para adicionar à crescente lista de clássicos" da artista. A revista Billboard escreveu na edição de 29 de Abril de 2009 que o som é conduzido pelas "guitarras selvagens de Phil X" e que "fazem saltar devido à batida insistente, e cantar o refrão decisivo que entrega uma mensagem de poder feminino. Sim, é um cliché, mas como os melhores registos de pop, é um modelo magistral escrito por profissionais". Nick Levine do sítio Digital Spy classificou o tema igualmente com quatro estrelas, e realçou que "assim que ouvimos a frase de abertura - "Oh querido coloque a garrafa no chão, tem talento a mais" -, é fácil imaginar Katy Perry a cantar a música". Ann Powers, editora do jornal Los Angeles Times, comentou que "deve ser ouvida por todas as raparigas adolescentes contemplando o seu anel de pureza". Stephen Thomas Erlewine da Allmusic listou a obra como um destaque de All I Ever Wanted, realçando que Kelly "soa apaixonada e investiu nesse número, mas melhor ainda, puxa os ouvintes numa canção em vez de mantê-los à distância".
Sal Cinquemani da revista Slant Magazine considerou que a sua versão "não dizia muito mais que a tornasse melhor em relação à demo original de Perry". Jody Rosen da publicação Rolling Stone prezou a canção "como uma mistura de melodia de cuspir fogo e partir guitarras", descrevendo-a como uma das "odes mais estridentes à castidade na memória recente". Olivia S. Pei do The Harvard Crimson julgou a faixa como "uma mudança refrescante de "I Kissed a Girl" de Katy Perry", enquanto notou o facto irónico de ter sido Perry a trabalhar no single. Pei concluiu que "I Do Not Hook Up" e "My Life Would Suck Without You" mostram a versatilidade dos vocais de Clarkson, mas falham em compensar a ausência de ritmos criativos". Matt Busekroos da The Quinnipiac Chronicle achou que a cantora "acrescenta mais às faixas escritas por Perry com a sua voz e produção de estúdio remodelada". Uma escritora do sítio Female First salientou que o tema é "um hino mal-humorado com um acorde de guitarra e refrão contagiantes, em que Kelly grita com a sua voz incrível. Basta ouvir uma vez para cantar em conjunto", concluiu. Blake Solomon, um contribuidor do portal AbsolutePunk elogiou a gravação como uma reminiscência música pop vigorosa dos singles anteriores de Clarkson do seu segundo álbum de estúdio Breakaway de 2004, escrevendo que baseia-se num coro enorme que vai "destruir a rádio como a conhecemos". Patrick Ferrucci do tablóide The New Haven Register partilhou da mesma opinião que o crítico antecessor, acrescentando que a faixa pode ser considerada "um hino de força para jovens raparigas".

## Vídeo musical

Numa das cenas, Clarkson apercebe-se que o envolvimento com um dos empregados do casamento era apenas fruto do seu imaginário, quando um outro rapaz sentado ao seu lado diz que "o morango é delicioso".

O vídeo musical, dirigido por Bryan Barber, foi filmado a 25 de Março de 2009. Clarkson revelou ao diário de notícias Access Hollywood o enredo do vídeo: "vou entrar no modo de fantasia. A rapariga que é bem comportada, na sua fantasia, está sempre a envolver-se. Estou a descartar rapazes por aí". A artista declarou na sua entrevista ao portal que existiam três rapazes no vídeo, mas na versão final, há apenas dois, o que significa que a fantasia com o terceiro homem foi cortada nas edições finais. O teledisco estreou a 21 de Abril de 2009 na página de Clarkson na Internet, e três dias mais tarde, ficou disponível na iTunes Store de países como a Austrália, Estados Unidos e Portugal.
A trama, com uma duração superior a três minutos, começa com Kelly aborrecida durante um casamento, ficando animada quando repara num dos empregados que acha atraente. A cantora começa a imaginar que o está a seduzir, em cima da mesma, e que os dois se beijam. Logo depois, a jovem apercebe-se que era apenas fruto do seu imaginário quando um outro rapaz que está sentado ao seu lado, diz que "o morango é delicioso", enquanto o come coberto de chocolate. Na segunda cena, a cantora está num bar com um grupo de amigos e observa os homens no local. De repente, começam a dançar em cima do balcão para chamar a atenção. A artista desliza, cai no chão, mas rapidamente se levanta e dá um grito de felicidade, fazendo referência a uma cena de Cameron Diaz no filme What Happens in Vegas. No final, Clarkson mostra-se animada em conjunto com os seus amigos, cantando a frase final da música e agarrando o rapaz em que estava interessada. Em várias transições, também é possível ver Kelly a cantar em conjunto com a sua banda num palco. O vídeo musical do single de 2011, "Mr. Know It All", também inclui algumas das cenas expressas em "I Do Not Hook Up" numa televisão Sony Google TV.
James Montgomery do canal televisivo MTV fez uma análise aprofundada do teledisco, e chamou a atenção para o facto do projecto terminar com Clarkson sozinha, afirmando que é "apenas uma rapariga simples num sábado à noite". Montgomery complementou que "mais uma vez, isto é um pouco triste (e espécie de como o resto, pessoas normais também), mas temos a sensação de que ela quer que seja desta forma". O escritor também realçou que se fosse Katy Perry a protagonizar o vídeo musical, "as coisas poderiam ser diferentes", mas foi Kelly "e mesmo quando está feliz, é ainda triste, ou normal".

## Faixas e formatos
A versão digital de "I Do Not Hook Up" contém apenas uma faixa com duração de três minutos e vinte segundos. Na Alemanha, o tema também foi comercializado em versão CD single, possuindo duas faixas no total, sendo que uma delas é a versão do single e a instrumental. Foram lançados dois extended plays (EP) digitais, o primeiro com misturas do antecessor "My Life Would Suck Without You" e o segundo apenas com remisturas a partir da original. 
| Descarga digital |                    |         |  |
| N.º              | Título             | Duração |  |
| 1.               | "I Do Not Hook Up" | 3:20    |  |

| CD single      |                                   |         |  |
| N.º            | Título                            | Duração |  |
| 1.             | "I Do Not Hook Up"                | 3:20    |  |
| 2.             | "I Do Not Hook Up" (Instrumental) | 3:20    |  |
| Duração total: | Duração total:                    | 6:40    |  |

| EP digital     |                                                            |         |  |
| N.º            | Título                                                     | Duração |  |
| 1.             | "I Do Not Hook Up"                                         | 3:20    |  |
| 2.             | "I Do Not Hook Up" (Instrumental)                          | 3:20    |  |
| 3.             | "My Life Would Suck Without You" (Chriss Ortega Radio Mix) | 3:40    |  |
| 4.             | "My Life Would Suck Without You" (F&L Radio Edit)          | 3:50    |  |
| Duração total: | Duração total:                                             | 14:10   |  |

| EP digital 2   |                                             |         |  |
| N.º            | Título                                      | Duração |  |
| 1.             | "I Do Not Hook Up"                          | 3:20    |  |
| 2.             | "I Do Not Hook Up" (Ashanti Boyz Radio Mix) | 3:39    |  |
| 3.             | "I Do Not Hook Up" (Ashanti Boyz Club Mix)  | 5:56    |  |
| Duração total: | Duração total:                              | 13:25   |  |

## Desempenho nas tabelas musicais
Nos Estados Unidos, a obra debutou na Billboard Hot 100 na 88.ª posição na semana com término a 2 de Maio de 2009. Na edição seguinte, subiu quarenta dois lugares para número 46 e continuo a permanecer nas primeiras quarenta posições, até que em Junho conseguiu atingir a vigésima como melhor. A Fevereiro de 2010, canção já tinha vendido mais de 690 mil descargas digitais em território norte-americano. No Canadá, o single estreou na Canadian Hot 100 na 65.ª posição na semana de 9 de Maio de 2009, e mais tarde atingiu o 30.º lugar como melhor dois meses depois. Devido ao seu desempenho comercial no país, a Music Canada acabou por certificar a música com disco de ouro a 5 de Janeiro de 2012 pelas mais de 40 mil vendas.
"I Do Not Hook Up" não conseguiu manter o desempenho mediano a nível comercial nos mercados internacionais. Na Austrália, conseguiu atingir a nona posição como melhor na semana de 21 de Junho de 2009, e mais tarde, a Australian Recording Industry Association (ARIA) certificou-a com ouro pelas mais de 35 mil unidades distribuídas. Nos restantes países, não conseguiu obter o mesmo destaque que "My Life Would Suck Without You", ficando nas quarenta melhores posições de países como a Eslováquia, Hungria, Irlanda, Nova Zelândia, Reino Unido e Suécia. No final do ano de 2009, a Billboard colocou o tema na 91.ª posição da sua lista e a Hungria na 75.ª, devido ao seu percurso nos respectivos países.
| Tabela musical (2009)                      | Melhor posição |
| ------------------------------------------ | -------------- |
| Alemanha - Media Control AG                | 55             |
| Austrália - ARIA Charts                    | 9              |
| Áustria - Ö3 Austria Top 75                | 68             |
| Bélgica - Ultratip (Flandres)              | 8              |
| Canadá - Canadian Hot 100                  | 13             |
| Eslováquia - IFPI Slovenská Republika      | 35             |
| Estados Unidos - Billboard Hot 100         | 20             |
| Estados Unidos - Billboard Pop Songs       | 8              |
| Estados Unidos - Billboard Adult Pop Songs | 12             |
| Europa - European Hot 100                  | 81             |
| Hungria - MAHASZ Rádiós TOP 100            | 10             |
| Irlanda - IRMA                             | 33             |
| Nova Zelândia - RIANZ                      | 31             |
| Países Baixos - Dutch Top 40               | 19             |
| Reino Unido - UK Singles Chart             | 36             |
| Chéquia - Czech Airplay Chart              | 45             |
| Suécia - Sverigetopplistan                 | 30             |

| Tabela musical (2009)              | Posição |
| ---------------------------------- | ------- |
| Hungria - MAHASZ Rádiós TOP 100    | 75      |
| Estados Unidos - Billboard Hot 100 | 91      |

| País      | Provedor     | Certificação |
| --------- | ------------ | ------------ |
| Austrália | ARIA         | Ouro         |
| Canadá    | Music Canada | Ouro         |

## Créditos
Todo o processo de elaboração da canção atribui os seguintes créditos pessoais:
| - Kelly Clarkson – vocalista principal; - Katy Perry - composição, - Kara DioGuardi - composição; - Greg Wells - composição; - Howard Benson - produção, teclado, programação; | - Jamie Muhoberac - teclado; - Josh Freese - bateria; - Paul Bushnell - baixo; - Phil X - guitarra; - Mike Plotnikoff, Graham Hope - engenharia. |

## Histórico de lançamento
"I Do Not Hook Up" foi enviada para as rádios norte-americanas a 14 de Abril de 2009. A 23 de Abril, o single foi promovido em formato extended play (EP) digital, repetindo-se uma segunda versão a 28 de Maio. Na Europa, nomeadamente na Alemanha, também recebeu comercialização em CD single. 
| País           | Data                | Formato          | Editora discográfica |
| -------------- | ------------------- | ---------------- | -------------------- |
| Estados Unidos | 14 de Abril de 2009 | Rádio mainstream | 19 Recordings/RCA    |
| Brasil         | 23 de Abril de 2009 | EP digital       | 19 Recordings/RCA    |
| França         | 23 de Abril de 2009 | EP digital       | 19 Recordings/RCA    |
| Irlanda        | 23 de Abril de 2009 | EP digital       | 19 Recordings/RCA    |
| Portugal       | 23 de Abril de 2009 | EP digital       | 19 Recordings/RCA    |
| Alemanha       | 24 de Abril de 2009 | Descarga digital | 19 Recordings/RCA    |
| Alemanha       | 22 de Maio de 2009  | CD single        | 19 Recordings/RCA    |
| Irlanda        | 28 de Maio de 2009  | EP digital 2     | 19 Recordings/RCA    |
| Reino Unido    | 28 de Maio de 2009  | EP digital 2     | 19 Recordings/RCA    |